# Он никогда не умирал
Он никогда не умирал (англ. He Never Died) — американский фильм ужасов, снятый американским режиссёром Джейсоном Кравчиком и вышедший в декабре 2015 года.

## Описание и сюжет
Главный герой фильма, Джек (Генри Роллинз), сознательно превратил свою жизнь в рутину, чтобы избежать тяги к каннибализму. Он сторонится общества, покидая дом лишь для того, чтобы перекусить в местном кафе, сыграть в бинго и заказать кровь у Джереми (Бу Бу Стюарт), интерна из местной больницы. Однажды, возвращаясь домой, Джек сталкивается с бандитами Стивом и Коротышкой, которые ищут Джереми.
Обыденная жизнь Джека прерывается звонком от его бывшей подруги, Джиллиан, которая просит его найти их дочь, Андреа (Джордан Тодоси), которая ранее пыталась связаться с ним. Крайне неохотно, Джек соглашается разыскать Андреа, подчеркнув, что более не желает каким-либо образом поддерживать связь с Джиллиан. Он находит Андреа и ведёт её обедать в кафе, где встречает Кару (Кейт Гринхаус), официантку, по уши в него влюблённую. Разговаривая с Андреа, Джек внезапно замечает старика с козлиной бородкой в шляпе «поркпай». Оказывается, Андреа тоже видит его, что несказанно удивляет Джека, поскольку раньше он один видел этого человека.
Позже, Стив и Коротышка пытаются похитить Джереми, однако, внезапно появившийся Джек рушит их планы. Решая отомстить, бандиты пытаются убить Джека, но в схватке тот убивает Коротышку, разорвав ему горло и сожрав кусок его плоти. Опасаясь, что то же самое он сможет сделать и с Андреа, Джек заставляет её уехать из его квартиры. Чуть позже, он убивает нахального соседа и съедает его. Выйдя на улицу, Джек пытается ввязаться в драку со случайными прохожими, но те, как на подбор, оказываются очень вежливыми и доброжелательными людьми. В конце концов, он натыкается на трёх молодых людей, желающих подраться. Драка заканчивается большой кровью.
Внезапно, Джеку звонят бандиты, заявляя, что они убили Джиллиан и похитили Андреа, которую убьют, если он не сдастся. Джек приезжает к местному криминальному авторитету Алексу (Стивен Огг), которого обвиняет в случившемся. Однако, Алекс отвергает все обвинения, утверждая, что ему не с руки заниматься похищениями. Уставший и озлобленный, Джек идёт в кафе, где просит Кару помочь ему спасти Андреа, в обмен предлагая миллион долларов. Позже, у Джека дома, Каре открывается невероятная правда. Оказывается, Джек — библейский персонаж Каин, обреченный жить жизнью бессмертного каннибала за убийство своего брата Авеля.
Вскоре, Джек узнаёт причину, по которой бандиты искали Джереми. Оказывается, незадачливый интерн должен им крупную сумму денег, которую занял, чтобы оплатить учёбу. Также ему удаётся установить местоположение Андреа, которую он немедленно отправляется выручать. Приехав, он застаёт Алекса, который заявляет, что именно он похитил Андреа, мстя за убийство своего отца, гангстера, на которого Джек когда-то работал, и которого впоследствии убил. Между противниками завязывается смертельная схватка, в ходе которой Джеку удаётся одержать верх над Алексом. Готовясь убить и съесть своего врага, Джек внезапно видит человека с козлиной бородкой. Старик невозмутимо смотрит ему в глаза. Джек кидается к нему, обвиняя в жестокости наказания за убийство брата, требуя объяснить, почему он не может умереть. В тираде прослеживается намёк на то, что старик является Смертью или Дьяволом, так как о Боге Джек говорит в женском лице (Она).
В конце концов, Джек соглашается пощадить Алекса, предпочитая спасти Андреа. Он выносит дочь на улицу, где его ждёт Кара. Прежде чем уехать, Джек возвращается к еле живому Алексу и заявляет, что однажды тот увидит, с кем он только что разговаривал. Оставшись в полном одиночестве, окровавленный Алекс видит старика с козлиной бородкой, который говорит ему демоническим голосом: «Здравствуй».

## В ролях
| Актёр          | Роль    |
| -------------- | ------- |
| Генри Роллинз  | Джек    |
| Стивен Огг     | Алекс   |
| Бу Бу Стюарт   | Джереми |
| Джордан Тодоси | Андреа  |

## Критика
Фильм получил в основном положительные отзывы критиков.